# Michael Haneke
Michael Haneke (phát âm tiếng Đức: [hɑːnɛkɛ]; sinh ngày 23 tháng 3 năm 1942) là một đạo diễn và biên kịch điện ảnh người Áo, được đánh giá như thi sĩ của những mặc cảm bí ẩn, cảm giác bất mãn và tinh thần trách nhiệm vô thức của xã hội hiện đại. Ông hoạt động trong lĩnh vực truyền hình, sân khấu và điện ảnh. Ông cũng được biết đến với việc nêu lên những vấn đề xã hội trong tác phẩm của mình. Ông cũng nổi tiếng với các bộ phim Dải ruy băng trắng, đạo diễn bộ phim Cô giáo dạy dương cầm từng mang lại cho Huppert giải thưởng dành cho nữ diễn viên xuất sắc nhất tại Cannes năm 2001. Ngoài sản xuất phim, ông cũng làm giáo viên dạy đạo diễn ở Filmacademy Vienna.
Tại Liên hoan phim Cannes 2009, phim của ông Dải ruy băng trắng đã giành được giải Cành cọ vàng phim hay nhất, và tại giải quả cầu vàng lần thứ 67, phim đã giành được giải quả cầu vàng cho phim nước ngoài hay nhất. Năm 2012, phim của ông, Amour, đã ra mắt tại Liên hoan phim Cannes 2012. Phim giành được giải cành cọ vàng, là lần thứ nhì ông nhận được giải này trong ba năm. Ông làm phim bằng tiếng Pháp, tiếng Đức và tiếng Anh. Ngày 24 tháng 2 năm 2013, Amour nhận Giải Oscar cho phim ngoại ngữ hay nhất.

## Tiểu sử
Áo Michael Haneke sinh 23 tháng 3 năm 1942 tại München, Đức. Cha cũng là một đạo diễn kiêm diễn viên, ông Fritz Haneke. Mẹ là nữ diễn viên Beatrix von Degenschild. Tuổi thơ của Haneke đã trôi qua ở thành phố Wiener Neustadt, Áo. Ông từng nghiên cứu về triết học, tâm lý học và nghề đạo diễn ở Trường Đại học Tổng hợp Vienna. 
Sau đại học, Haneke trở thành nhà phê bình điện ảnh và ba năm (1967-1970) ông dựng phim ở kênh truyền hình Sudwestrundfunk của Đức. Ông cũng từng làm đạo diễn sân khấu ở Vienna, Berlin, München, Stuttgart, Dusseldort, Frankfurt và Hamburg. Từ năm 1970, ông hành nghề như một đạo diễn độc lập kiêm tác giả kịch bản...
Các bộ phim của ông thường gây chấn động trong xã hội. Bộ phim gây sốc mạnh đối với khán giả "Những cuốn băng video của Benny" năm 1992 nói về mối đe dọa của việc phổ biến bạo lực trong văn hóa đại chúng đã được đề cử cho giải thưởng European Film Awards trong thể loại phim xuất sắc nhất.